# Segona categoria del Campionat de Catalunya de futbol 1909-1910
Resultats de la lliga de Segona categoria del Campionat de Catalunya de futbol 1909-1910.

## Sistema de competició
La quarta temporada de la Segona categoria, en la seva modalitat de júniors primers, comptà amb la inscripció de 10 equips: Foot-ball Club Numància, Catalònia Foot-ball Club, Club Deportiu Europa, Foot-ball Club Provençal, Club Futbol Andreuenc, Centre de Sports de Sabadell Foot-ball Club, Club Catalunya de Foot-ball, Aurora Foot-ball Club, Foot-ball Club Olímpic i Foot-ball Club Barcelonès, segons els noms de l'època. Aquest darrer, però, es retirà abans de jugar el primer partit. També abandonaren Aurora, Olímpic, Sabadell i Catalunya, per aquest ordre i a diferents alçades de la competició; llurs partits no jugats foren comptabilitzats com a perduts.
La lliga fou plena d'entrebancs: a part de les renúncies esmentades hi hagué un munt de partits suspesos i ajornats, ja sigui per causes meteorològiques o esportives. Per exemple, el partit Numància-Catalònia de la tercera jornada, programat per al 5 de desembre de 1909, s'acabà jugant en ple estiu, el 17 de juliol de 1910. A més, manquen molts resultats; algunes victòries poden ser deduïdes matemàticament però els resultats concrets, així com la data de celebració, queden pendents de l'aparició de nous fons documentals. Es disposa, però, de la classificació final completa publicada a El Mundo Deportivo. Calgué, finalment, un partit de desempat pel tercer lloc entre Provençal i Europa, guanyat pel primer.
Aquesta edició veié els debuts al Campionat de dos futurs històrics del futbol català: Europa i Sant Andreu.

## Classificació
|    |                |                | Punts | J  | G  | E | P  | GF | GC | DG |
| -- | -------------- | -------------- | ----- | -- | -- | - | -- | -- | -- | -- |
| 1. | Blanc-i-blau   | FC Numància    | 31    | 16 | 15 | 1 | 0  | 38 | 9  | 29 |
| 2. | Blau-i-groc    | Catalònia FC   | 27    | 16 | 13 | 1 | 2  | 46 | 8  | 38 |
| 3. | Bianco e Nero  | FC Provençal   | 20    | 16 | 10 | 0 | 6  | 18 | 30 | 12 |
| 4. | Blanc-i-blau   | CD Europa      | 20    | 16 | 10 | 0 | 6  | 26 | 30 | 4  |
| 5. | Vermell-i-groc | CF Andreuenc   | 17    | 16 | 8  | 1 | 7  | 17 | 33 | 16 |
| 6. | Blanc-i-negre  | CS Sabadell FC | 12    | 16 | 6  | 0 | 10 | 11 | 30 | 19 |
| 7. | Vermell-i-groc | Club Catalunya | 11    | 16 | 5  | 1 | 10 | 9  | 7  | 2  |
| 8. | Sense bandera  | Aurora FC      | 4     | 16 | 2  | 0 | 14 | 0  | 7  | 7  |
| 9. | Sense bandera  | FC Olímpic     | 2     | 16 | 1  | 0 | 15 | 5  | 5  | 0  |
|    |                |                |       |    |    |   |    |    |    |    |

## Resultats
| Jornada  |                  |           |   |           |       |       |       |
| -------- | ---------------- | --------- | - | --------- | ----- | ----- | ----- |
| 1        | 21 novembre 1909 | Andreuenc | - | Provençal | 2     | -     | 0     |
| 1        | 21 novembre 1909 | Numància  | - | Olímpic   | 2     | -     | 1     |
| 2        | 28 novembre 1909 | Olímpic   | - | Aurora    | (c/p) | (c/p) | (c/p) |
| 2        | 28 novembre 1909 | Andreuenc | - | Europa    | (c/p) | (c/p) | (c/p) |
| 3        | 5 desembre 1909  | Sabadell  | - | Aurora    | (c/p) | (c/p) | (c/p) |
| 3        | 17 juliol 1910   | Numància  | - | Catalònia | 2     | -     | 1     |
| 3        | 5 desembre 1909  | Olímpic   | - | Europa    | (v/v) | (v/v) | (v/v) |
| 4        | 12 desembre 1909 | Catalònia | - | Europa    | (v/l) | (v/l) | (v/l) |
| 4        | 12 desembre 1909 | Sabadell  | - | Catalunya | (v/l) | (v/l) | (v/l) |
| 4        | 12 desembre 1909 | Andreuenc | - | Olímpic   | 0     | -     | 2     |
| 4        | 12 desembre 1909 | Numància  | - | Aurora    | (v/l) | (v/l) | (v/l) |
| 5        | 19 desembre 1909 | Aurora    | - | Andreuenc | (v/v) | (v/v) | (v/v) |
| 5        | 19 desembre 1909 | Europa    | - | Catalunya | 3     | -     | 2     |
| 5        | 19 desembre 1909 | Olímpic   | - | Provençal | (v/v) | (v/v) | (v/v) |
| 5        | 19 desembre 1909 | Sabadell  | - | Numància  | 1     | -     | 4     |
| 6        | 9 gener 1910     | Sabadell  | - | Catalònia | (v/v) | (v/v) | (v/v) |
| 6        | 9 gener 1910     | Europa    | - | Aurora    | (v/l) | (v/l) | (v/l) |
| 6        | 9 gener 1910     | Olímpic   | - | Catalunya | (v/v) | (v/v) | (v/v) |
| 6        | 27 febrer 1910   | Provençal | - | Numància  | 2     | -     | 5     |
| 7        | 16 gener 1910    | Catalònia | - | Andreuenc | (v/l) | (v/l) | (v/l) |
| 7        | 16 gener 1910    | Aurora    | - | Provençal | (v/v) | (v/v) | (v/v) |
| 7        | 16 gener 1910    | Sabadell  | - | Europa    | 0     | -     | 6     |
| 7        | 16 gener 1910    | Numància  | - | Catalunya | (v/l) | (v/l) | (v/l) |
| 8        | 23 gener 1910    | Catalònia | - | Olímpic   | (v/l) | (v/l) | (v/l) |
| 8        | 23 gener 1910    | Catalunya | - | Aurora    | (v/l) | (v/l) | (v/l) |
| 8        | 10 abril 1910    | Europa    | - | Provençal | 2     | -     | 3     |
| 8        | 23 gener 1910    | Andreuenc | - | Numància  | (v/v) | (v/v) | (v/v) |
| 9        | 30 gener 1910    | Andreuenc | - | Sabadell  | 6     | -     | 3     |
| 9        | 30 gener 1910    | Catalònia | - | Aurora    | (n/p) | (n/p) | (n/p) |
| 9        | 26 juny 1910     | Europa    | - | Numància  | 1     | -     | 4     |
| 9        | 30 gener 1910    | Catalunya | - | Provençal | 1     | -     | 2     |
| 10       | 6 febrer 1910    | Andreuenc | - | Catalunya | 0     | -     | 0     |
| 10       | 6 febrer 1910    | Sabadell  | - | Olímpic   | (v/l) | (v/l) | (v/l) |
| 10       | 6 febrer 1910    | Provençal | - | Europa    | 3     | -     | 1     |
| 11       | 13 febrer 1910   | Olímpic   | - | Numància  | (v/v) | (v/v) | (v/v) |
| 11       | 13 febrer 1910   | Catalònia | - | Catalunya | 5     | -     | 0     |
| 11       | 13 febrer 1910   | Sabadell  | - | Provençal | (v/l) | (v/l) | (v/l) |
| 11       | 13 febrer 1910   | Andreuenc | - | Aurora    | (v/l) | (v/l) | (v/l) |
| 12       | 20 febrer 1910   | Aurora    | - | Europa    | (v/v) | (v/v) | (v/v) |
| 12       | 20 febrer 1910   | Olímpic   | - | Sabadell  | (v/v) | (v/v) | (v/v) |
| 12       | 20 febrer 1910   | Catalònia | - | Provençal | 10    | -     | 0     |
| 13       | 27 febrer 1910   | Olímpic   | - | Catalònia | (v/v) | (v/v) | (v/v) |
| 13       | 27 febrer 1910   | Provençal | - | Aurora    | (v/l) | (v/l) | (v/l) |
| 14       | 6 març 1910      | Aurora    | - | Catalunya | (v/v) | (v/v) | (v/v) |
| 14       | 6 març 1910      | Europa    | - | Olímpic   | (v/l) | (v/l) | (v/l) |
| 15       | 13 març 1910     | Provençal | - | Olímpic   | (v/l) | (v/l) | (v/l) |
| 15       | 15 maig 1910     | Europa    | - | Andreuenc | (v/l) | (v/l) | (v/l) |
| 15       | 13 març 1910     | Catalònia | - | Sabadell  | (v/l) | (v/l) | (v/l) |
| 15       | 15 maig 1910     | Catalunya | - | Numància  | (v/v) | (v/v) | (v/v) |
| 16       | 20 març 1910     | Catalunya | - | Olímpic   | (v/l) | (v/l) | (v/l) |
| 16       | 3 juliol 1910    | Europa    | - | Catalònia | (c/p) | (c/p) | (c/p) |
| 16       | 20 març 1910     | Provençal | - | Sabadell  | (v/l) | (v/l) | (v/l) |
| 16       | 3 juliol 1910    | Numància  | - | Andreuenc | (v/l) | (v/l) | (v/l) |
| 17       | 27 març 1910     | Olímpic   | - | Andreuenc | (v/v) | (v/v) | (v/v) |
| 17       | 27 març 1910     | Provençal | - | Catalònia | (n/p) | (n/p) | (n/p) |
| 17       | 27 març 1910     | Catalunya | - | Europa    | (c/p) | (c/p) | (c/p) |
| 17       | 27 març 1910     | Numància  | - | Sabadell  | 3     | -     | 0     |
| 18       | 3 abril 1910     | Aurora    | - | Sabadell  | (v/v) | (v/v) | (v/v) |
| 18       | 3 abril 1910     | Provençal | - | Catalunya | (c/p) | (c/p) | (c/p) |
| 18       | 3 abril 1910     | Andreuenc | - | Catalònia | 0     | -     | 6     |
| 18       | 29 maig 1910     | Numància  | - | Europa    | 1     | -     | 0     |
| 19       | 10 abril 1910    | Aurora    | - | Numància  | (v/v) | (v/v) | (v/v) |
| 19       | 10 abril 1910    | Sabadell  | - | Andreuenc | (v/v) | (v/v) | (v/v) |
| 19       | 10 abril 1910    | Catalunya | - | Catalònia | (c/p) | (c/p) | (c/p) |
| 20       | 17 abril 1910    | Aurora    | - | Catalunya | (v/v) | (v/v) | (v/v) |
| 20       | 17 abril 1910    | Catalunya | - | Andreuenc | (c/p) | (c/p) | (c/p) |
| 20       | 5 juny 1910      | Numància  | - | Provençal | 6     | -     | 0     |
| 20       | 17 abril 1910    | Europa    | - | Sabadell  | (c/p) | (c/p) | (c/p) |
| 21       | 24 abril 1910    | Aurora    | - | Olímpic   | (v/l) | (v/l) | (v/l) |
| 21       | 24 abril 1910    | Provençal | - | Andreuenc | 3     | -     | 0     |
| 21       | 24 abril 1910    | Catalunya | - | Sabadell  | (c/p) | (c/p) | (c/p) |
| 21       | 24 abril 1910    | Catalònia | - | Numància  | 3     | -     | 3     |
| Desempat | 14 agost 1910    | Provençal | - | Europa    | 3     | -     | 1     |
|          |                  |           |   |           |       |       |       |

Notes
- Jornada 2: Olímpic cedí els punts. El matx Andreuenc-Europa (4-4) fou anul·lat per la Federació i posteriorment Europa cedí els punts.
- Jornada 3: Aurora arribà tard al partit i els punts foren assignats al Sabadell.
- Jornada 9: Aurora no es presentà i els punts foren assignats al Catalònia.
- Jornada 16: Catalònia cedí els punts.
- Jornada 17: Provençal no es presentà i els punts foren assignats al Catalònia.
- Jornades 17 a 20: Catalunya cedí els punts.
- Jornades 20 i 21: Sabadell cedí els punts.
- Desempat: jugat al camp de l'Universitary.
- (v/l) — victòria local però sense dades del resultat exacte.
- (v/v) — victòria visitant però sense dades del resultat exacte.

|    |                | FC Numància | Catalònia FC | FC Provençal | CD Europa | CF Andreuenc | CS Sabadell FC | Club Catalunya | Aurora FC | FC Olímpic |
| 1. | FC Numància    |             | 2:1          | 1:0          | 6:0       | 0:0          | 3:0            | 0:0            | 0:0       | 2:1        |
| 2. | Catalònia FC   | 3:3         |              | 0:0          | 10:0      | 0:0          | 0:0            | 5:0            | 0:0       | 0:0        |
| 3. | FC Provençal   | 2:5         | 0:0          |              | 3:1       | 3:0          | 0:0            | 0:0            | 0:0       | 0:0        |
| 4. | CD Europa      | 1:4         | 0:0          | 2:3          |           | 0:0          | 0:0            | 3:2            | 0:0       | 0:0        |
| 5. | CF Andreuenc   | 0:0         | 0:6          | 0:0          | 2:0       |              | 6:3            | 0:0            | 0:0       | 0:2        |
| 6. | CS Sabadell FC | 1:4         | 0:0          | 0:6          | 0:0       | 0:0          |                | 0:0            | 0:0       | 0:0        |
| 7. | Club Catalunya | 0:0         | 0:0          | 0:0          | 1:2       | 0:0          | 0:0            |                | 0:0       | 0:0        |
| 8. | Aurora FC      | 0:0         | 0:0          | 0:0          | 0:0       | 0:0          | 0:0            | 0:0            |           | 0:0        |
| 9. | FC Olímpic     | 0:0         | 0:0          | 0:0          | 0:0       | 0:0          | 0:0            | 0:0            | 0:0       |            |